# Dicranoptycha confluens
Dicranoptycha confluens är en tvåvingeart som beskrevs av Alexander 1923. Dicranoptycha confluens ingår i släktet Dicranoptycha och familjen småharkrankar.
Artens utbredningsområde är Malawi. Inga underarter finns listade i Catalogue of Life.